# جون هونج لو
جون هونج لو (بالإنجليزية: Lu Jun Hong)‏ هو مربي أسترالي، ولد في 4 أغسطس 1959 في شانغهاي في الصين.

## وصلات خارجية
- الموقع الرسمي